# Alfred Hugenberg
Alfred Hugenberg (Hannover, 19. lipnja 1865. – Kükenbruch, 12. ožujka 1951.), njemački poduzetnik i političar.
Rođen je kao sin Karla Hugenberga, koji je bio član Pruskog parlamenta, studirao je pravo u Göttingenu, Heidelbergu i Berlinu, kao i ekonomiju u Strassbourgu.
1900. godine je Hugenberg oženio svoju rođakinju iz drugog koljena, Gertrudu Adickens.
Nakon nekoliko poslova u bankarstvu, industriji čelika i administraciji, nakon 1916. godine, Hugenberg je počeo s izgradnjom Hugenberg Konzerna, velikog konzorcija novina, filmske industrije te izdavačkih i medijskih kuća. Početkom 1920. godine imao je jak utjecaj na desno-orjentiranu politiku tadašnje Njemačke. 1919. godine Hugenberg se priključio stranci DNVP i predstavio je stranku pred Nacionalnim odborom, a kasnije u Reichstagu. Bio je član parlamenta sve do 1945. godine, a čak je i nakon raspuštanja svoje stranke DNVP-a bio "stranački gost" njemačke stranke NSDAP-a (Nacističke stranke). Postao je predsjednik DNVP-a nakon katastrofalnog poraza na izborima 1928. godine. 
Hugenberg je vodio znatno radikalniji stranački program od prethodnog predsjednika stranke Kuno Count Westarpa. Nadao se da će mu radikalni nacionalistički ekstremni program pomoći da vrati ugled stranke, zbaci Weimarski ustav i nametne autoritativnu vladu. Pod njegovim vodstvom stranka je napustila svoje monarhističko stajalište, koje je karakteriziralo stranku ranijih godina. Njegov radikalizam i konzervatizam je bio uzrok tome što je većina njegovih stranačkih suradnika napustila stranku. 1932. godine bio je jedini političar u Njemačkoj koji je podržavao kancelara Franza von Papena. Adolf Hitler ga je u svojoj novoj vladi imenovao za ministra ekonomije i agrikulture. Hugenberg se nadao da Hitler neće dugo ostati na vlasti. Za vrijeme Drugog svjetskog rata prodao je svoje firme nacistima. Uhvatili su ga Britanci. Hugenberg je umro 12. ožujka 1951. godine u blizini Rintelna.